# Chaetoria micronyx
Chaetoria micronyx là một loài ruồi trong họ Tachinidae.